# Circunfijo
El circunfijo es un tipo de afijo discontinuo, es decir, un afijo consistente en la inserción de dos partes separadas en una palabra. Algunos autores consideran que ciertos neologismos del español formados por el procedimiento morfológico de la parasíntesis son casos de circunfijos.

## Lenguas con circunfijos
Los circunfijos son muy escasos en las lenguas del mundo, aunque no se restringen a un área geográfica determinada. Así encontramos circunfijos para marcar el género en bereber:
amazigh '(hombre) bereber' > tamazight '(mujer) bereber'
rumi '(hombre) europeo' > tirumit '(mujer) europea'
O en la marcación del agente en el mapuche de Chile:
lelieneo 'me miró' / lelieyeo 'lo miró'

## Parasíntesis
En español la creación de algunas palabras mediante parasíntesis se realiza mediante la adición simultánea de un prefijo y un sufijo:
- a- + LEXEMA + -ar, -er, -ir: Anaranjar, aburguesado.
- des- + LEXEMA + -ar, -er, -ir: Descascarillarse.
- en- + LEXEMA + -ar, -er, -ir: Ensuciarse.
- tras- + LEXEMA + -ar, -er, -ir: Traspapelar.

Algunos autores han considerado que estos "afijos dobles" son una forma de circunfijos, aunque existen razones para considerarlos más bien como afijos dobles que como circunfijos genuinos. La razón es que cada una de las partes puede considerarse que tiene un significado gramatical distintivo, a diferencia de los circunfijos genuinos, los cuales no son segmentables en partes más pequeñas con algún tipo de significado.
- Datos: Q124939